# Kalotermes
Kalotermes es un género de termitas  perteneciente a la familia Kalotermitidae que tiene las siguientes especies:

## Especies
- Kalotermes aemulus Sewell & Gay, 1978
- Kalotermes atratus (Hill, 1933)
- Kalotermes banksiae (Hill, 1942)
- Kalotermes convexus (Walker, 1853)
- Kalotermes dispar (Grassé, 1938)
- Kalotermes flavicollis (Fabricius, 1793)
- Kalotermes gracilignathus Emerson, 1924
- Kalotermes hermsi Kirby, 1926
- Kalotermes hilli Emerson en Snyder, 1949
- Kalotermes pallidinotum (Hill, 1942)
- Kalotermes rufinotum (Hill, 1925)
- Kalotermes serrulatus Gay, 1977